# Geomys tropicalis
Geomys tropicalis је врста глодара из породице гофера (лат. Geomyidae).

## Распрострањење
Ареал врсте је ограничен на једну државу. Мексико је једино познато природно станиште врсте.

## Угроженост
Ова врста је крајње угрожена и у великој опасности од изумирања.